# Neoliner Origin
De Neoliner Origin is een roll-on/roll-off (RoRo) zeilschip, bedoeld voor commercieel vrachtvervoer. Het schip van de firma Neoline beoogt de CO2-footprint van zeetransport te beperken.
De ontwikkeling van het schip begon in 2011 door het bedrijf Neoline van ontwerper Jean Zanutti  .
Het schip wordt gebouwd door de Turkse scheepswerf RMK Marine uit Tuzla  . De kiel werd in februari 2024 gelegd,   de tewaterlating  vond plaats op 31 januari 2025. De verwachting is dat het schip in de loop van 2025 kan beginnen met commercieel verkeer.

## Technische kenmerken
De Neoliner Origin  is een hybride schip dat windkracht en conventionele voortstuwing met verbrandingsmotoren combineert. Als eerste wordt beoogd een nieuwe transatlantische lijn die Montoir-de-Bretagne in Frankrijk zal verbinden met de haven van Baltimore in de VS, via Saint-Pierre en Miquelon en Halifax. Het schip beschikt over twee Solid Sail-zeilen,  gemaakt door de firma Chantiers de l'Atlantique, waarmee het kan profiteren van de Noord-Atlantische winden om het brandstofverbruik te verminderen. De Neoliner Origin mikt erop vijf keer minder fossiele brandstoffen te verbruiken dan een traditioneel vrachtschip van dezelfde grootte.
- Lengte : 136 meter
- Breedte : 24,2 meter
- Diepgang : 5,5 meter (haven) / 14 meter (op zee)
- Laadvermogen: 5.300 ton [1]
- Kruissnelheid : 11 knopen onder zeil, 14 knopen met motoren

## Techniek
Het schip is uitgerust met rigide Solid Sail-zeilen, gemaakt van composietmaterialen. Daarnaast heeft het schip conventionele diesel-elektrische motoren die gebruikt kunnen worden als er te weinig (of te veel) wind staat, en bij het manoeuvreren in havens.